# Affiche

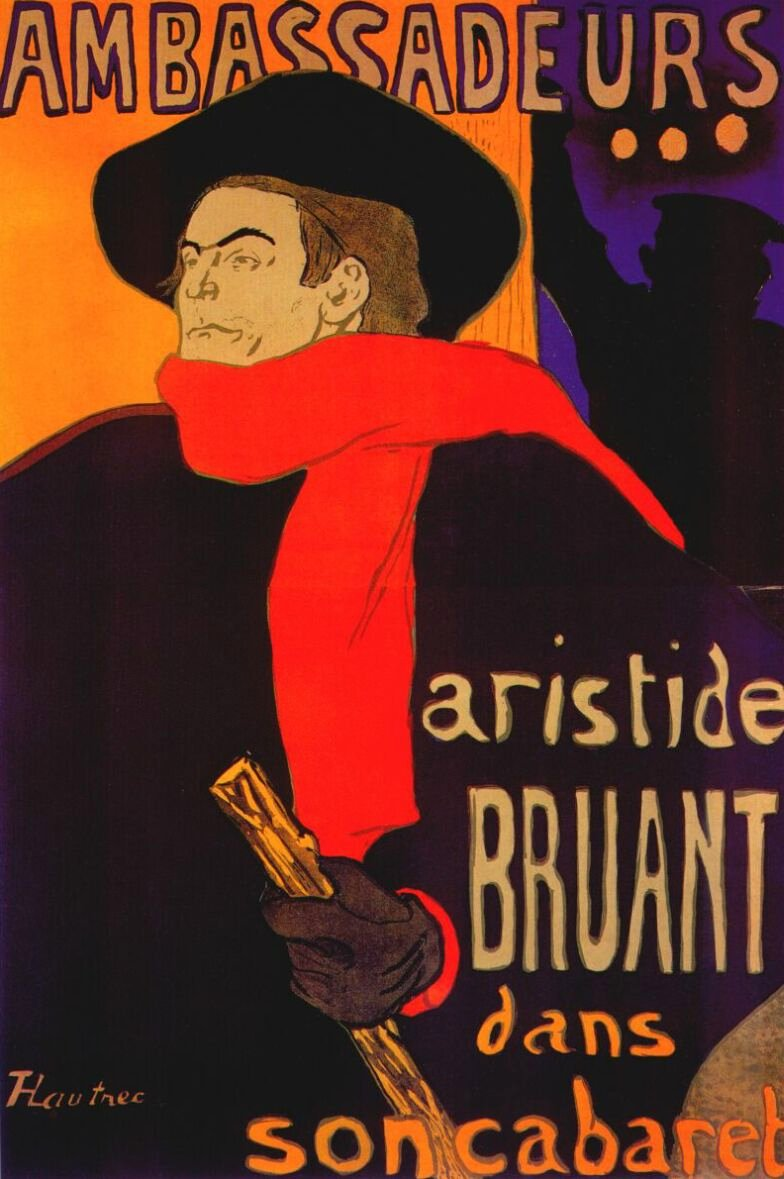
Aristide Bruant door Toulouse-Lautrec

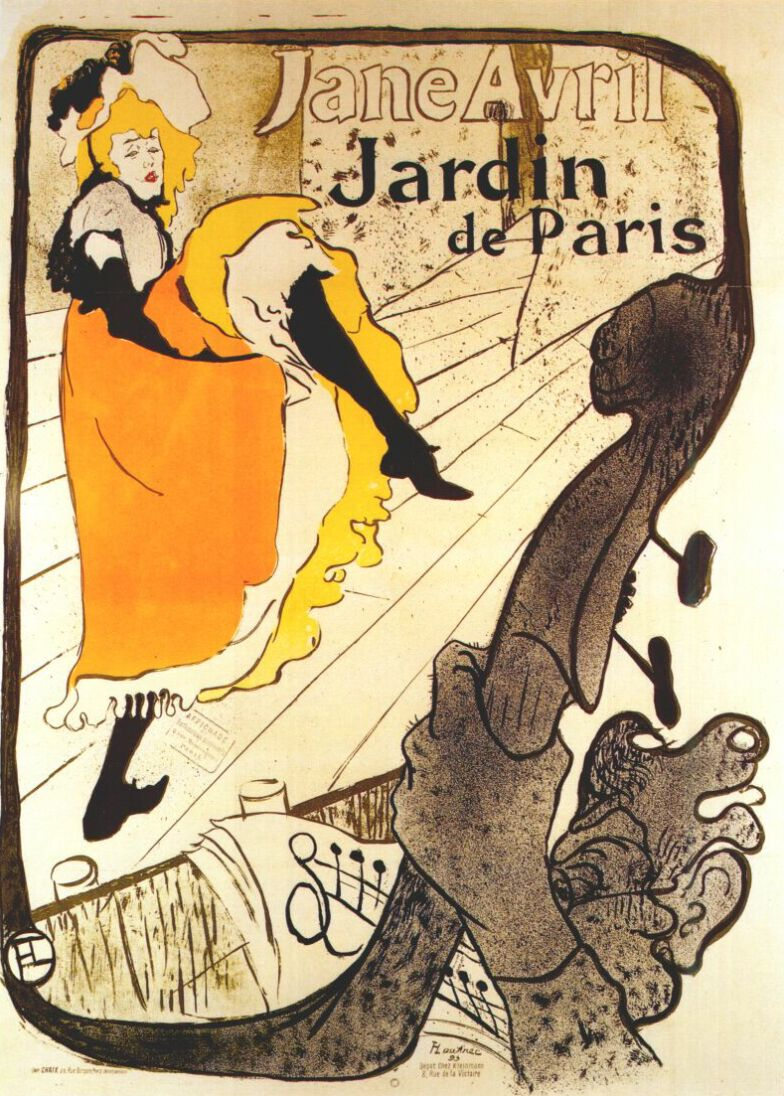
Jane Avril

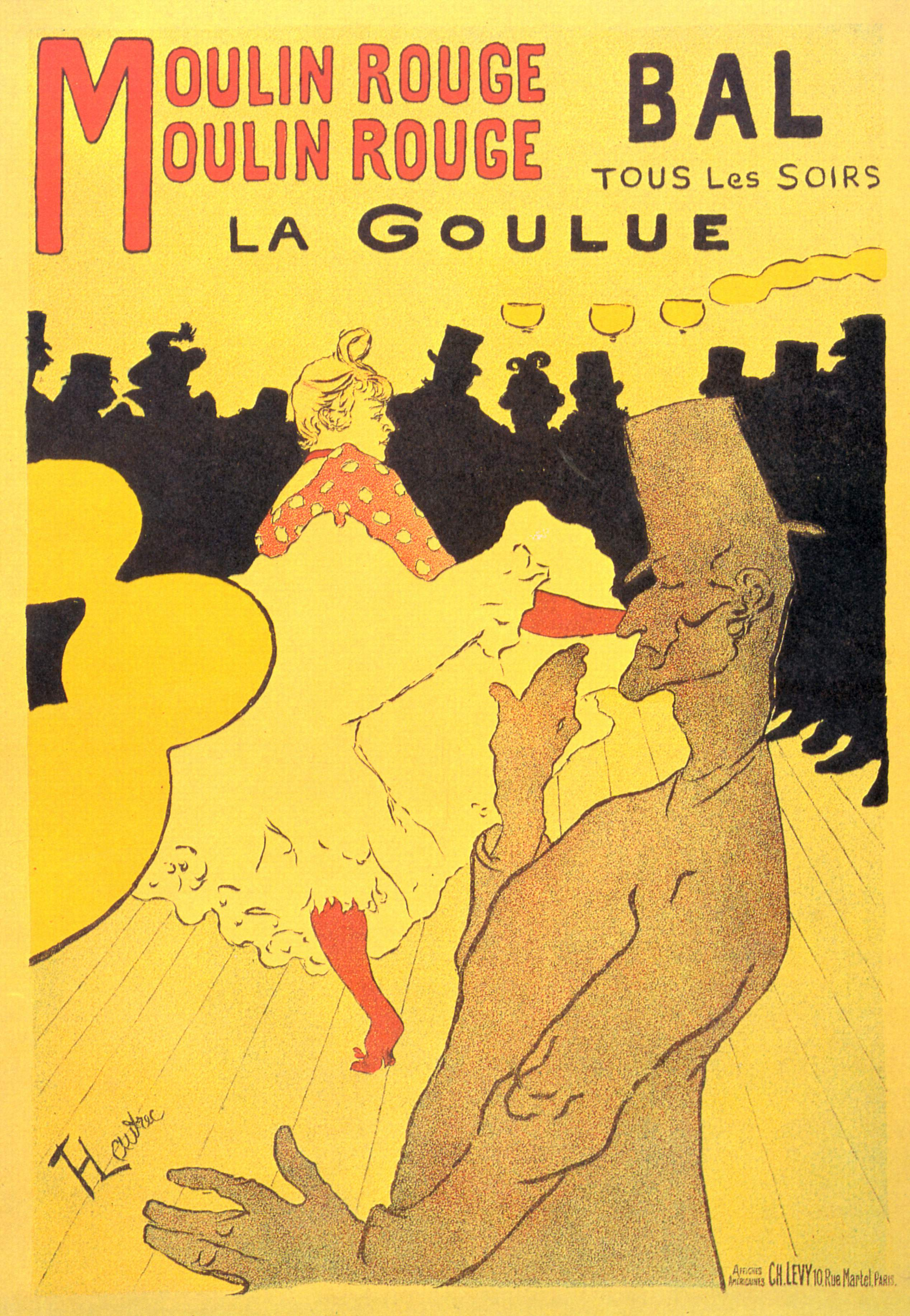
Toulouse-Lautrec: Moulin rouge, 1891

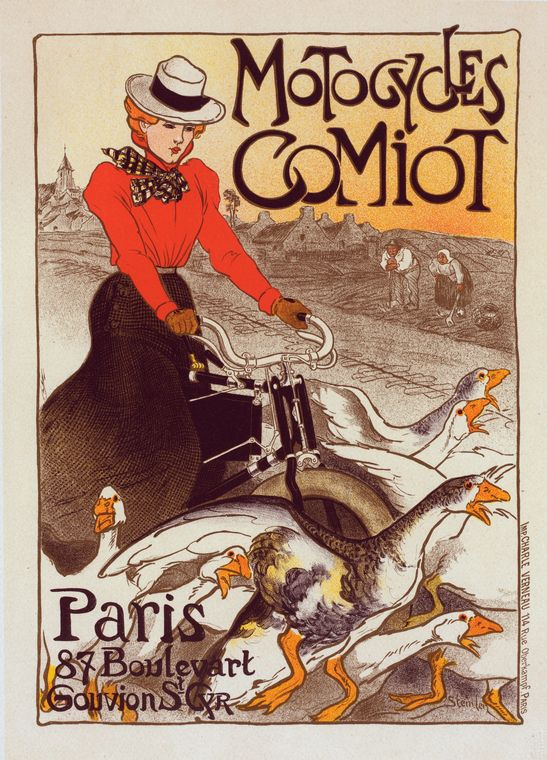
Théophile-Alexandre Steinlen: Motocycles Comiot, 1899

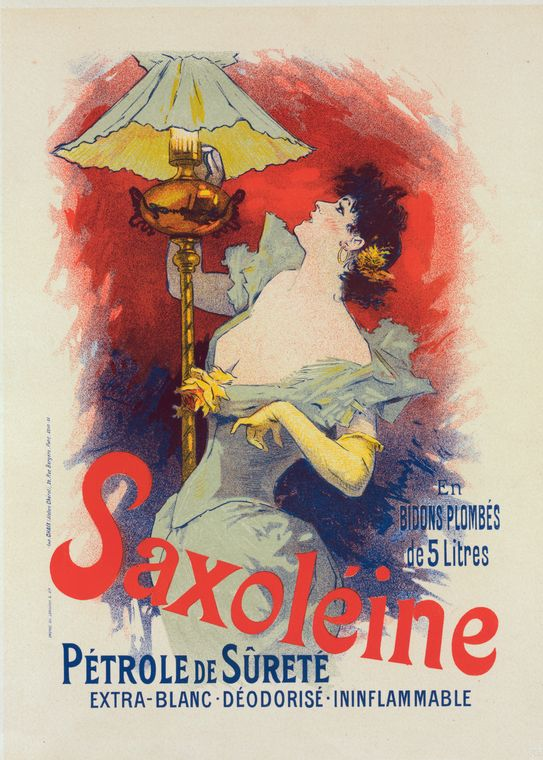
Jules Chéret: Saxoléine, ca. 1900

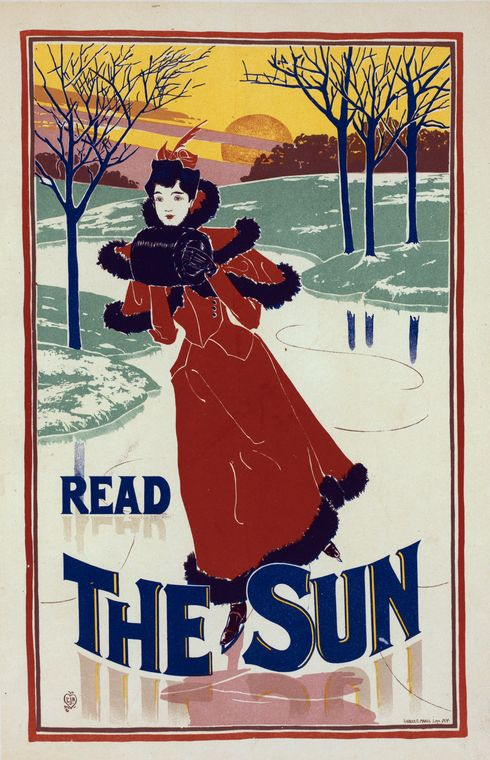
Louis Rhead: The Sun, 1900

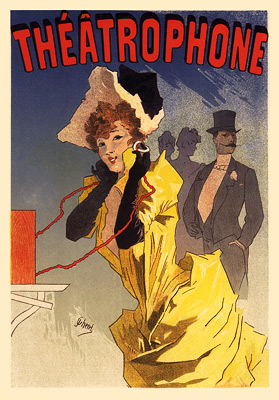
Jules Cheret: Theatrophone

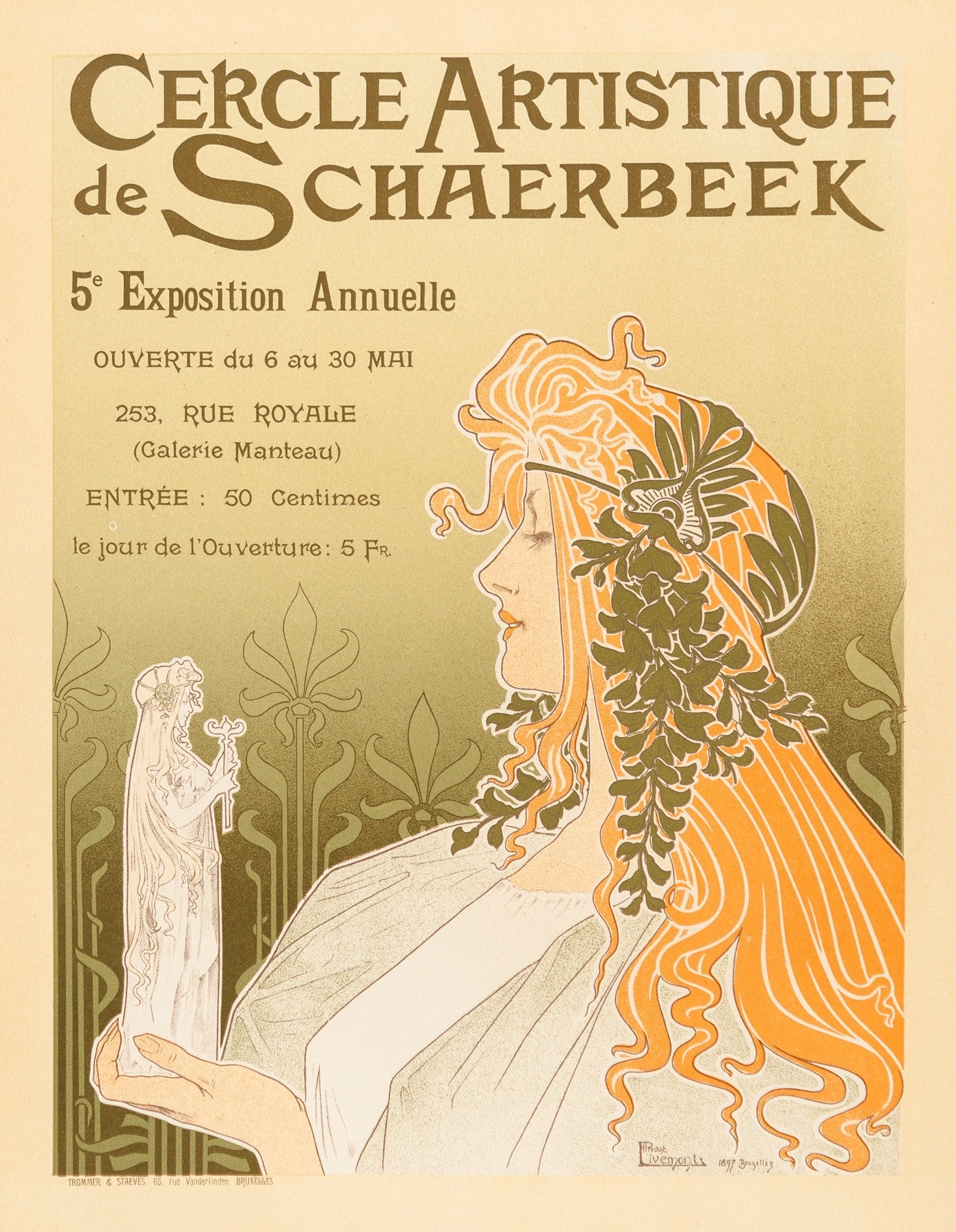
Privat-Livemont 1900

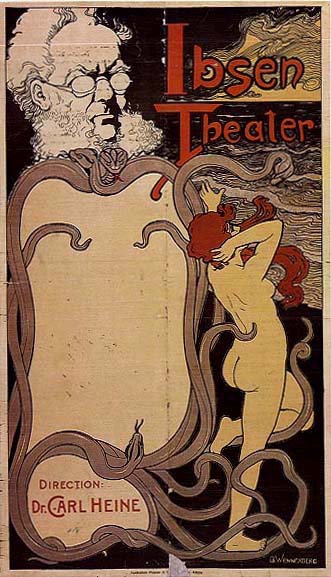
Litho Frank Wedekind 1898

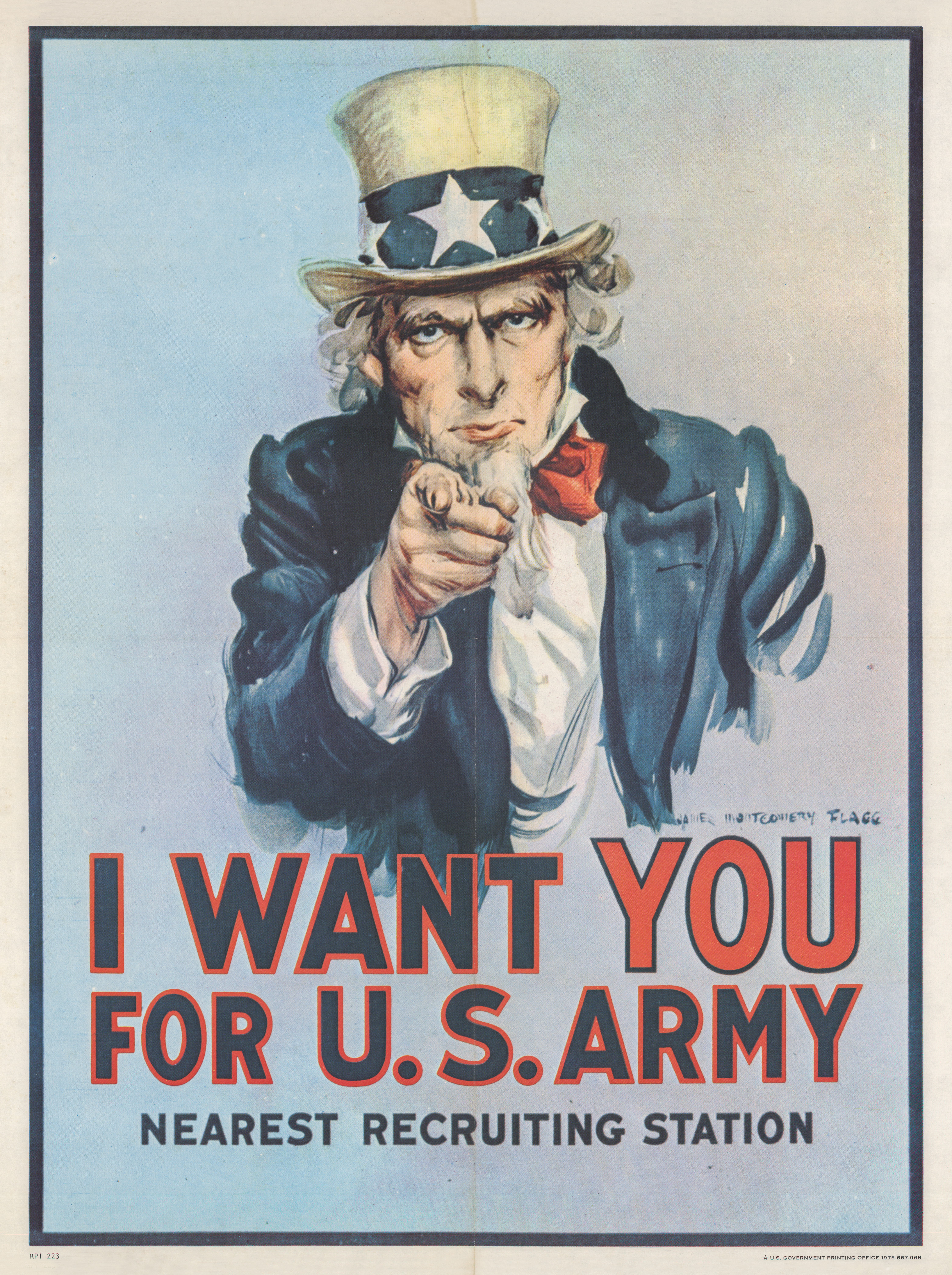
Amerikaanse propagandaposter uit WO1

Een affiche (ook aanplakbiljet of poster genoemd) is een relatief groot vel bedrukt papier - ter onderscheid groter dan een flyer. Een affiche wordt gemaakt om een boodschap bekend te maken of ter decoratie. De boodschap kan van artistieke waarde zijn (affichekunst), of van commerciële waarde (reclame). Affiches zijn onder te verdelen in grafische ontwerpen met hoofdzakelijk letters of hoofdzakelijk beeld.

## Geschiedenis
De historie van de poster begint in de middeleeuwen met posters met alleen tekst. De overheid gebruikte deze om wetswijzigingen en maatregelen aan het volk mee te delen. William Shakespeare gebruikte als een van de eersten posters om zijn voorstellingen aan te kondigen.
Het gebruik van een afbeelding op een poster werd ontwikkeld in Frankrijk en raakte in 1890 in de mode in heel Europa. Men begon posters te maken voor sportwedstrijden en voorstellingen zoals circussen. Daarnaast werden op scholen de eerste educatieve posters in gebruik genomen, waar onder andere wereldkaarten, planten en dieren op afgebeeld stonden.
In de Eerste en Tweede Wereldoorlog werden posters gebruikt voor propaganda. Door middel van deze posters trachtte men de publieke opinie te beïnvloeden.
Gedurende de jaren veertig kwamen de posters voor persoonlijk gebruik op. Het begon met posters van pin-upgirls, die vooral populair waren bij soldaten aan het front. Daarna volgden posters ter promotie van stripboeken, filmposters en daarmee ook posters van beroemdheden zoals hoofdrolspelers uit films en theater en muziekbands.
In de tweede helft van de 20e eeuw zorgde Henryk Tomaszewski met zijn vernieuwende stijl voor een nieuwe stroming de wel de Poolse Posterschool wordt genoemd.
In de jaren zestig ontstond er een nieuwe stroming in de kunst, die zich vooral liet inspireren door de beeldtaal van reclameposters: de popart.

## Het drukken van affiches
Het produceren van affiches begon omstreeks 1870 in Parijs met als hoogtepunten de beroemde affiches van Jules Chéret (1836-1932), Théophile-Alexandre Steinlen (1859-1923), Alphonse Mucha (1860-1939) en Henri de Toulouse-Lautrec (1864-1901) in de art-nouveaustijl. De meeste drukkerijen maken dan gebruik van de uit Duitsland overgekomen manier van drukken, namelijk het lithograferen. Deze druktechniek, uitgevonden door Alois Senefelder (1771-1834), zal in meer dan vijftig drukkerijen – voor affiches voornamelijk Parijse – worden gebruikt.
In de reclamewereld wordt gebruik gemaakt van gedrukte affiches via offset printing.

## Lithografische affiches
Pas in de jaren negentig van de 20e eeuw wordt het lithograferen van affiches voor het laatst toegepast. Een belangwekkend relaas van de opkomst en neergang van de lithodrukkerijen is te vinden in het uitvoerige artikel van Caspar Wechgelaer in Boekenpost no. 77 van mei/juni 2005. In de periode 1945 tot 1995 werd een succesvolle reeks van affiches met de verzamelnaam 'Affiches des Peintres' geproduceerd. Ze werden voornamelijk door de reeds lang bestaande drukkerij Imprimerie Mourlot gedrukt. Wechgelaers collectie omvat ruim 1000 exemplaren, die hij na twintig jaar verzamelen bijeen kon brengen.

## De art-nouveaustijl
Het gelithografeerde affiche in de art-nouveaustijl begon een indrukwekkende tocht langs landen zoals Engeland, Duitsland, België, Nederland, Rusland et cetera, gevolgd door de art-decostijl. In België werd vooral bekend Privat-Livemont (1861-1936), hij was een Brussels art-nouveauschilder-decorateur die vooral bekendheid geniet om zijn affiches, maar ook verantwoordelijk is voor heel wat van de sgraffiti op Brusselse art-nouveauhuizen.
Affiches zouden verschijnen over diverse onderwerpen, zoals toerisme, scheepvaart, spoorwegen, theater, producten zoals alcohol, tabak, koffie en thee en vele andere onderwerpen.

## Toepassing
Posterdistributie kan via vrije verspreiding bij winkels en openbare gelegenheden (het zogeheten free publicity), en gebeurt ook door daarin gespecialiseerde bedrijven die in steden onder meer rondwegbebording toepassen met bijvoorbeeld zogeheten driehoeksborden rond lantaarnpalen, op treinstations en abri's. Een gangbaar papierformaat voor dergelijke posters is het A1-formaat.

## Afbeeldingen

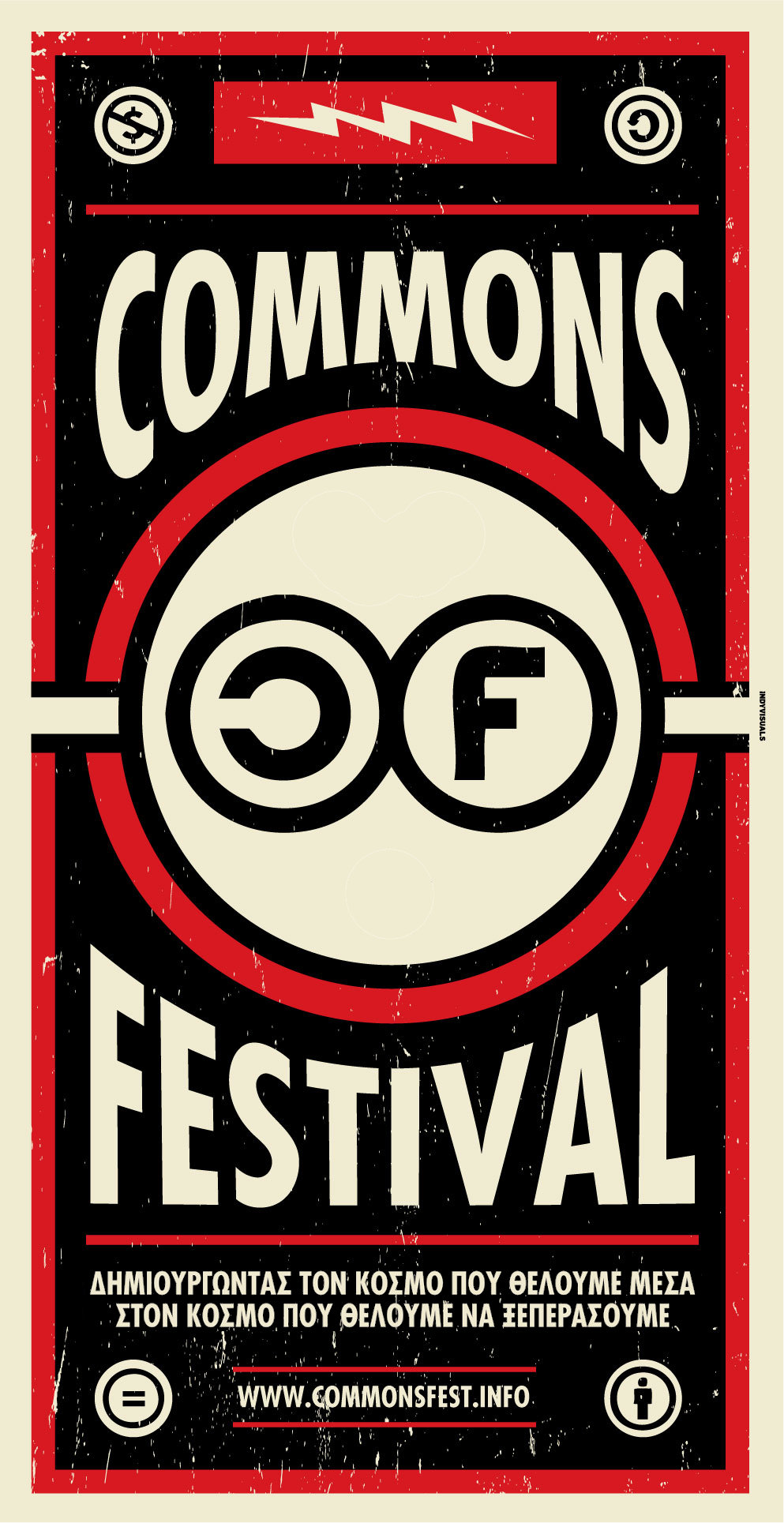
Eventposter
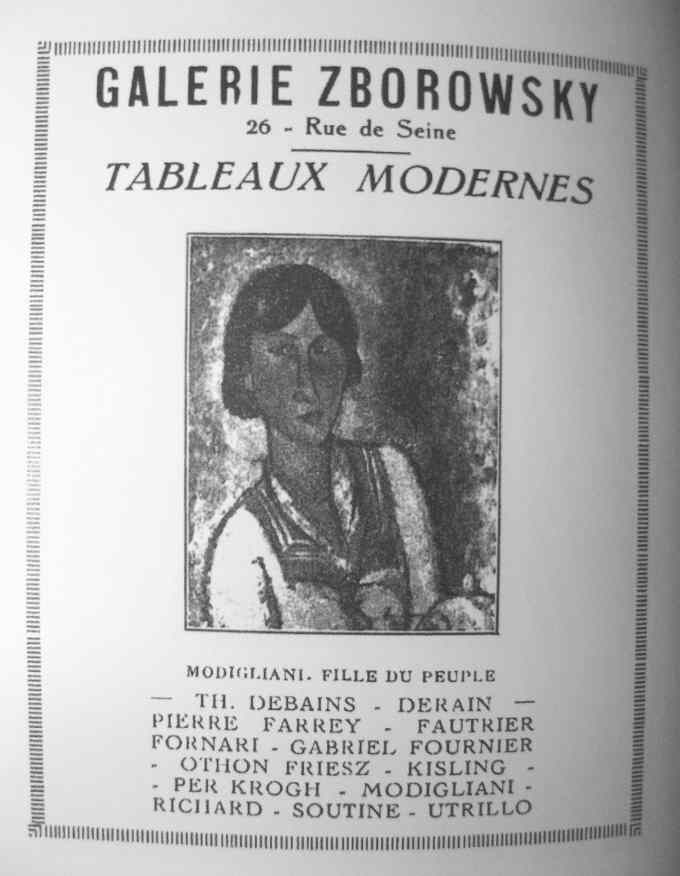
Reclameposter
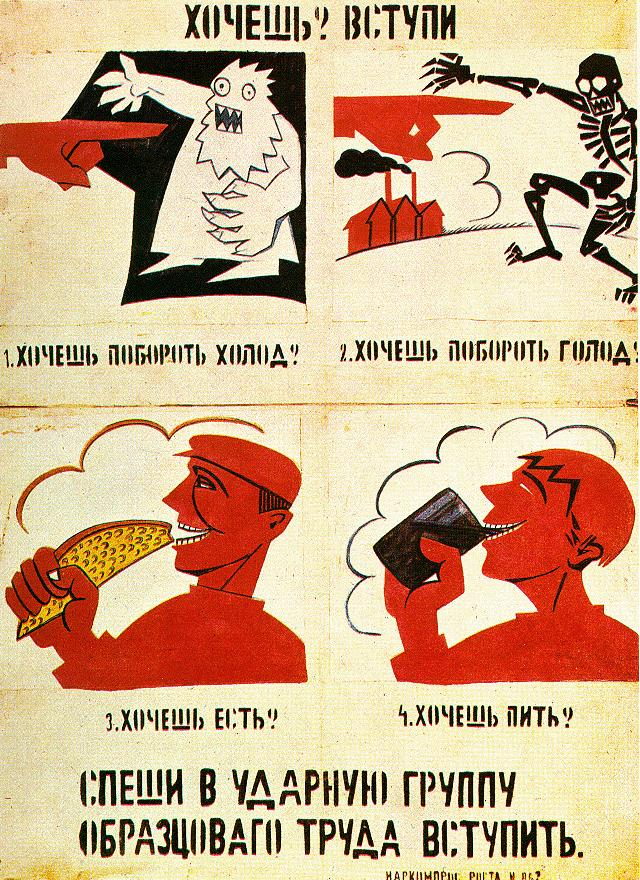
Propagandaposter